# 비자야가
비자야가(싱할라어: විජය වංශය) 또는 비자야 왕조(싱할라어: විජය රාජවංශය), 비자야누 왕조(싱할라어: විජයානු රාජවංශය)는 기원전 543년부터 서기 66년까지 고대 스리랑카를 다스린 왕가이다. 비자야가 스리랑카에 건너와 탐바판니 왕국을 건국하면서 개창하였다.

## 같이 보기
- 싱하푸라
- 샤카